# مانولو مارکز
مانولو مارکز (انگلیسی: Manolo Márquez؛ زادهٔ ۷ سپتامبر ۱۹۶۸) بازیکن فوتبال اهل اسپانیا است.